# Bonneauville, Pennsylvania
Bonneauville, Pennsylvania (енгл. Bonneauville) град је у америчкој савезној држави Пенсилванија.

## Демографија
По попису из 2010. године број становника је 1.800, што је 422 (30,6%) становника више него 2000. године.
| Група             | 2000.         | 2010.         |
| Белци             | 1.300 (94,3%) | 1.632 (90,7%) |
| Афроамериканци    | 18 (1,3%)     | 34 (1,9%)     |
| Азијати           | 5 (0,4%)      | 16 (0,9%)     |
| Хиспаноамериканци | 43 (3,1%)     | 82 (4,6%)     |
| Укупно            | 1.378         | 1.800         |